# Ina Adema
Ina Regina Adema (Amsterdam, 3 juni 1968) is een Nederlands juriste, politica en bestuurster. Ze is lid van de VVD. Sinds 1 oktober 2020 is ze commissaris van de Koning in Noord-Brabant.

## Opleiding en loopbaan
Adema groeide op in Amstelveen, Scherpenzeel en Dronrijp. Na het behalen van haar diploma aan het Stedelijk Gymnasium Leeuwarden, studeerde ze Nederlands recht aan de Rijksuniversiteit Groningen en vervolgens een master internationaal recht aan de Universiteit van Göttingen in Duitsland. Ze was van 1995 tot 2000 werkzaam als bedrijfsjurist/manager bij Karel Lassche B.V. te Deventer en van 2000 tot 2001 als jurist/consultant gespecialiseerd in bedrijfsovernames en fusies bij Full Finance Consultants B.V. te Apeldoorn.
Adema vervulde diverse maatschappelijke functies bij onder andere de Nationale Reisopera, Landschap Overijssel en Omroep Brabant. Ze werd in 2018 lid van de raad van advies van het Veteranen Platform en in 2022 voorzitter van het curatorium van de TeldersStichting.

## Politieke loopbaan
In 1999 trad ze namens de VVD toe tot de gemeenteraad van Deventer. In 2001 volgde het wethouderschap. Ze behartigde van 2001 tot 2009 de portefeuille ruimtelijke ordening & volkshuisvesting. Tot 2006 was ze tegelijk ook verantwoordelijk voor beheer openbare ruimte & milieu. Vanaf 2006 had ze ook de portefeuille onderwijs & jeugd. Van 2004 tot 2008 was ze vicevoorzitter van de landelijke hoofdbestuur van de VVD.
Van 19 maart 2009 tot 8 september 2016 was Adema burgemeester van de gemeente Veghel. Per 13 september 2016 werd ze benoemd en geïnstalleerd als burgemeester van Lelystad. Per 1 oktober 2020 werd Adema benoemd tot commissaris van de Koning in Noord-Brabant. Zij is het eerste VVD-lid dat deze functie bekleedt. Op 16 september 2020 werd Adema beëdigd door de Koning.
Als commissaris van de Koning kreeg Adema in haar portefeuille rijkstaken, provinciearchief, bestuurlijke integriteit (Bibob), bestuurlijke coördinatie, externe betrekkingen en taskforce Brabant-Zeeland in haar portefeuille. Uit hoofde van haar functie werd ze voorzitter van het Cultuurfonds Noord-Brabant, lid van het Vlaams-Nederlandse Delta en volgde ze op 1 september 2024 Jaap Smit op als voorzitter van het Interprovinciaal Overleg (IPO).

## Persoonlijke levenssfeer
Adema woont samen met haar vriendin. In november 2020 werd bekend dat ze een kwaadaardige aandoening heeft. In april 2021 werd bekend dat ze klaar is met haar medische behandeling en dat het goed met haar gaat.